# 小谷甚左衛門
小谷 甚左衛門（こや じんざえもん）は、戦国時代から安土桃山時代にかけての武士。

## 略歴
三河国設楽郡小谷の人とも、碧海郡渡の人ともいい、渡の武士で岡崎城主松平氏（徳川氏）に仕えた鳥居九兵衛の家臣だったという。永禄6年（1563年）三河一向一揆が蜂起すると甚左衛門は鳥居重正らとともに一揆方に与し、佐々木上宮寺に入って松平氏に反した。ただし『参州一向宗乱記』は甚左衛門が松平氏方に属していたとして、永禄7年（1564年）松平氏方の斥候が上宮寺方に討たれて首を曝された際、甚左衛門はこれに憤って先駆けして一揆勢を討ち、上宮寺と鳥居党の戦端を切ったとしている。
天正3年（1575年）岡崎城士・大賀弥四郎らの武田氏内通計画に加わった。しかし同志の山田重英が翻意して城主松平信康に密告して計画が露見したため、甚左衛門は渡辺守綱の追走を振り切って遠江二俣城へ逃走し、やがて甲斐国へと逃れたという。なお『岡崎東泉記』は、この謀反に加わったのは養子の九郎左衛門だとしている。それによれば九郎左衛門は山田重英と懇意で、謀反計画に引き入れたのは九郎左衛門だったという。謀反発覚後、九郎左衛門に同情した領内の庄屋・仁右衛門によって発覚を知ると、子息とともに三河を出奔した。養父の甚左衛門は主の鳥居氏から暇を出されたが、後に松平忠吉に1,000石で仕えた後、無嗣断絶したという。